# Dario Smoje
Dario Smoje (ur. 19 września 1978 w Rijece) – piłkarz chorwacki grający na pozycji środkowego obrońcy.

## Początki kariery
Smoje pochodzi z Rijeki i w tamtejszym mieście zaczynał piłkarską karierę. Już w wieku 17 lat w barwach klubu NK Rijeka zadebiutował w pierwszej lidze chorwackiej; od razu był jej podstawowym zawodnikiem. Ze Smoje w linii obrony w sezonie 1995/1996 Rijeka zajęła jednak dopiero 9. miejsce w tabeli. Także w tamtym sezonie Smoje strzelił swoją pierwszą bramkę w karierze. W sezonie 1996/1997 zespół z Rijeki zagrał już dużo lepiej. Zajął 4. miejsce w tabeli, a duży wkład w to miał także Smoje, który rozegrał wówczas 28 meczów w lidze, a mniej bramek od Rijeki straciły tylko trzy inne drużyny.

## Pobyt we włoskich klubach
Tak dobra gra Smoje sprawiła, że zainteresował się nim A.C. Milan i ówczesny szkoleniowiec rosso-nerich ściągnął Dario do Mediolanu. Jednak Smoje nie miał większych szans na przebicie się do pierwszego składu, konkurując m.in. z: Alessandro Costacurta, Marcel Desailly, Paolo Maldini czy Andre Cruz. Smoje wystąpił tylko w 6 meczach w Serie A najczęściej wchodząc na końcówki meczów, a drużyna Milanu spisała się bardzo słabo zajmując dopiero 10. miejsce w lidze. Capello został zwolniony, a na jego miejsce zatrudniono wówczas Alberto Zaccheroniego. Nowy szkoleniowiec nie widział jednak dla Smoje miejsca w drużynie i młody Chorwat musiał poszukać sobie nowego klubu.
Trafił do grającej wówczas w Serie B Monzy. Pomimo że Monza utrzymywała się tylko w środku stawki ligowej, to Smoje należał do jej wybijających się zawodników. Przez 2 lata pobytu w tym zespole Dario rozegrał 52 mecze ligowe i zdobył 2 bramki. W 2000 roku trafił do silniejszej Ternany Calcio, która walczyła o awans do Serie A. Czas spędzony w klubie z miasta Terni był jednak dla Smoje stracony. Rozegrał on tylko 3 mecze, a i Ternanie nie udał się awans do 1. ligi i zajęła 7. miejsce.

## Powrót do Chorwacji i późniejsza kariera
Latem 2001 Smoje postanowił powrócić do ojczyzny stając się zawodnikiem Dinama Zagrzeb. Pierwszy sezon w stołecznym klubie był średnio udany dla Dario, który miał problemy z wywalczeniem miejsca w pierwszej jedenastce, a i Dinamo zajęło dopiero 3. miejsce w lidze. Może czuć się za to zdobywcą Pucharu Chorwacji. Dopiero sezon 2002/2003 był udany zarówno dla Smoje, jak i jego drużyny. Był on wreszcie podstawowym zawodnikiem klubu i pomógł Dinamu w wywalczeniu mistrzostwa kraju. Wykorzystał także swoje dobre warunki fizyczne (192 cm wzrostu, 85 kg) w walce w powietrzu i zdobył 6 bramek w sezonie. Po sezonie dość niespodziewanie odszedł do lokalnego rywala Dinama, NK Zagrzeb. Tam pomógł utrzymać zespół NK w lidze (10. miejsce) i w nowym sezonie (2004/2005) był już zawodnikiem belgijskiego AA Gent. W klubie z Gandawy Smoje wywalczył sobie miejsce w składzie, a klub ten spisywał się ostatnio całkiem przyzwoicie zajmując 6. miejsce w sezonie 2004/05 i 4. w sezonie 2005/2006.
W reprezentacji Chorwacji Smoje zadebiutował 9 lutego 2003 roku w zremisowanym 2:2 towarzyskim meczu z reprezentacją Macedonii za selekcjonerskiej kadencji Otto Baricia. Był to jednak jego jedyny jak dotąd występ w kadrze narodowej. Smoje grając jeszcze w Rijece i Milanie grał w młodzieżowych reprezentacjach Chorwacji Under-19 i Under-21.

## Kariera
| Sezon   | Klub           | Kraj      | Rozgrywki                | Mecze | Bramki |
| ------- | -------------- | --------- | ------------------------ | ----- | ------ |
| 1995/96 | NK Rijeka      | Chorwacja | Prva HNL                 | 21    | 1      |
| 1996/97 | NK Rijeka      | Chorwacja | Prva HNL                 | 28    | 0      |
| 1997/98 | A.C. Milan     | Włochy    | Serie A                  | 6     | 0      |
| 1998/99 | A.C. Monza     | Włochy    | Serie B                  | 22    | 1      |
| 1999/00 | A.C. Monza     | Włochy    | Serie B                  | 30    | 1      |
| 2000/01 | Ternana Calcio | Włochy    | Serie B                  | 3     | 0      |
| 2001/02 | Dinamo Zagrzeb | Chorwacja | Prva HNL                 | 13    | 3      |
| 2002/03 | Dinamo Zagrzeb | Chorwacja | Prva HNL                 | 25    | 6      |
| 2003/04 | NK Zagrzeb     | Chorwacja | Prva HNL                 | 27    | 9      |
| 2004/05 | AA Gent        | Belgia    | Eerste Klasse            | 17    | 3      |
| 2005/06 | AA Gent        | Belgia    | Eerste Klasse            | 30    | 1      |
| 2006/07 | AA Gent        | Belgia    | Eerste Klasse            |       |        |
|         |                |           | Łącznie w Prva HNL       | 112   | 11     |
|         |                |           | Łącznie w Serie A        | 6     | 0      |
|         |                |           | Łącznie w Jupiler League | 47    | 4      |